# Ophiomyia scaevolana
Ophiomyia scaevolana är en tvåvingeart som beskrevs av Shiao och Wu 1997. Ophiomyia scaevolana ingår i släktet Ophiomyia och familjen minerarflugor.
Artens utbredningsområde är Taiwan. Inga underarter finns listade i Catalogue of Life.